# Парк светог Јакова, Лондон
Парк светог Јакова (енгл. St. James's Park) заузима површину од 23 хектара у општини Вестминстер, централни Лондон. Парк се налази на јужном делу области светог Јакова, која је добила име по болници за лепрозне чији је заштитник био свети Јаков.

## Локација
Парк светог Јакова је омеђен Бакингемском палатом на западу, Лондонском променадом и Палатом светог Јакова на северу, Стазом коњичке гарде на истоку и Стазом птичјег кавеза на југу.

## Историја
Парк је некада био мочварно тло. У тринаестом веку је на том месту основана болница за лепрозне, а управо по њој је парк добио име. Године 1532. Хенри VIII је купио овај посед и изградио на њему Палату светог Јакова (енг. the Palace of St James). Када је Елизабета I дошла на престо, она је исказала своју љубав према раскоши, луксузу и сјају, и свакојаке забаве су одржаване у парку. Њен наследник, Џејмс I, побољшао је дренажни систем и контролисао довод воде. Направљен је друм испред палате, приближно месту на коме се сада налази Лондонска променада, али је Чарлс II тај који је извршио драматичне промене. Парк је редизајниран, са засађеним авенијама дрвећа и уређеним травњацима. Краљ је отворио парк за јавност и био је његов чест посетилац, хранећи патке и дружећи се са својим поданицима.
Током периода Хановерске династије, парада коњичке гарде је створена исушивањем и поравнавањем једног краја дугог канала и прво је коришћена као терен за окупљање, а касније за параде. Парада коњичке гарде је и даље део парка светог Јакова. Парк је заувек променио изглед када га је Џон Неш редизајнирао у више романтичарском стилу. Канал је претворен у природно језеро и 1837. године, Друштво орнитолога Лондона дарује парк неким врстама птица и подиже колибу за чувара птица. Ова колиба, као и радно место чувара птица остају до данашњег дана. Вила Кларенс је дизајнирана за војводу од Кларенса, који ће касније постати Вилијам IV и била је такође дом покојне краљице Елизабете, Краљице Мајке.
- Шетња елите кроз Парк, око 1745.
- Зелени парк и Парк светог Јакова, мапа око 1833.
- Колиба на пачјем острву.